# Pampore
Pampore là một thị xã và là nơi đặt ủy ban khu vực quy hoạch (notified area committee) của quận Pulwama thuộc bang Jammu và Kashmir, Ấn Độ.

## Nhân khẩu
Theo điều tra dân số năm 2001 của Ấn Độ, Pampore có dân số 16.595 người. Phái nam chiếm 52% tổng số dân và phái nữ chiếm 48%. Pampore có tỷ lệ 59% biết đọc biết viết, thấp hơn tỷ lệ trung bình toàn quốc là 59,5%: tỷ lệ cho phái nam là 69%, và tỷ lệ cho phái nữ là 49%. Tại Pampore, 7% dân số nhỏ hơn 6 tuổi.